# Komics Initiative
Komics Initiative est  une maison d'édition française, basée dans la région de Tours, indépendante, présente dans le domaine de la bande dessinée, du comics, du manga et du livre de jeunesse. Elle a été fondée en 2017 par Mickaël Géreaume, ancien rédacteur en chef comics du site spécialisé PlaneteBD.com, et Alain Delaplace.
Cette maison d'édition imprime ses livres en France, refuse le pilon de ses ouvrages et ne permet pas la distribution de ses titres par le site Amazon pour des raisons éthiques.

## Histoire
Créée à la suite du projet du livre hommage à Jack Kirby, Kirby&Me,, Komics Initiative s'est fait connaitre à ses débuts par l'édition en langue française de titres patrimoniaux restés inédits en France. Parmi ses publications, on retrouve Young Romance de Jack Kirby et Joe Simon, Cannon de Wallace Wood, Wimmen's Comix de Trina Robbins, Melinda Gebbie et Julie Doucet, ou bien La Ménagerie insolite de T.S. Sullivant. Depuis 2022, Komics Initiative s'est lancé dans la publication de l'intégralité de la série Love & Rockets des frères Hernandez (Jaime, Gilbert et Mario), une série au parcours éditorial chaotique jusqu'ici en langue française.
Komics Initiative a également créé plusieurs ouvrages autour d'auteurs britanniques tels que Garth Ennis, Alan Moore, Warren Ellis ou Brian Bolland puis a progressivement diversifié son catalogue avec des publications jeunesse ou des bandes dessinées franco-belges.
En marge de ses titres de traduction, Komics Initiative publie des titres originaux comme Fox-Boy de Laurent Lefeuvre, Parias de Tony Emeriau et Boris Beuzelin, Les Contes du Givre de Josselin Billard, Seule l'ombre de Corbeyran, Rurik Sallé et Paskal Millet, Sang d'encre de Thierry Martin et Phil Cordier, ou C'est la guerre de Nicoby.
La particularité de Komics Initiative, chaque album est proposé en financement participatif sur la plate-forme Ulule avant sa conception. En cas d'échec, les albums ne sont pas imprimés et ne sont pas distribués en librairie.

## Engagements
En 2018, Komics Initiative a reversé les bénéfices de son livre Kirby & Me à l'association américaine The Hero Initiative.
En 2020 parait le titre En Vie, la migration expliquée aux enfants de Joub et Nicoby. Ce titre caritatif a été vendu au profit de l'association SOS Méditerranée.

Mickaël Géreaume et Garth Ennis

En 2021, Komics Initiative édite en intégralité le titre écologique Marney le renard en partenariat avec l'Association pour la protection des animaux sauvages (ASPAS).

## Collections

### Mavericks
- Apparat de Warren Ellis
- Better Place de Duane Murray et Shawn Daley
- Bolland Strips de Brian Bolland
- By The Horns t.1 de Markisan Naso et Jason Muhr
- C'est la guerre de Nicoby
- Fox-Boy t.1 de Laurent Lefeuvre
- Fox-Boy t.2 de Laurent Lefeuvre
- Fox-Boy t.3 de Laurent Lefeuvre
- The Kill Lock t.1 de Livio Ramondelli
- Kodi de Jared Cullum
- Locust de Massimo Rosi et Alex Nieto
- Marney le renard de John Stokes et Scott Goodall
- Le Monde d'Après de Zac Deloupy
- Money Shot t.1 de Tim Seeley, Sarah Beatty et Rebekah Isaacs
- Money Shot t.2 de Tim Seeley, Sarah Beatty et Rebekah Isaacs
- Money Shot t.3 de Tim Seeley, Sarah Beatty et Caroline Leigh Layne
- No One's Rose de Zac Thomspon, Emily Horn et Alberto Jimenez Albuquerque
- Parias t.1 de Tony Emeriau et Boris Beuzelin
- Parias t.2 de Tony Emeriau et Boris Beuzelin
- La Saga des Bojeffries d'Alan Moore et Steve Parkhouse
- Visions d'Alan Moore, Juan José Ryp, Jacen Burrows et Felipe Massafera
- Wuvable Oaf t.1 d'Ed Luce
- Wuvable Oaf t.2 d'Ed Luce
- Zojaqan de Jackson Lanzing, Collin Kelly et Nathan Gooden
- Orphan et les Cinq Bêtes t.1 de James Stokoe
- Seule l'ombre de Corbeyran, Rurik Sallé et Paskal Millet
- Psycho Inferno de Corbeyran, Rurik Sallé et Paskal Millet
- Red Mass for Mars de Jonathan Hickman et Ryan Bodenheim
- Parias t.3 de Tony Emeriau et Boris Beuzelin
- Dessous de Bones
- Fox et Pol de Laurent Lefeuvre
- Abyss t.1 de SNÔ

### Komics Initiative Présente
- Bad World + Do Anything de Warren Ellis et Jacen Burrows
- Caliban de Garth Ennis et Facundo Percio
- Dark Blue + Atmospherics de Warren Ellis, Jacen Burrows et Ken Meyer Jr
- Finger Guns de Justin Richards et Val Halvorson
- Grit de Brian Wickman et Kevin Castaniero
- It Eats What Feeds It de Max Hoven, Aaron Crow, Gabriel Iumazark
- Namta t.1 d'Aurélien Ducoudray, A.Dan, Josselin Billard et Laurent Lefeuvre
- Rover Red Charlie de Garth Ennis et Michael DiPascale
- Scars de Warren Ellis et Jacen Burrows
- Lost Dogs de Jeff Lemire
- Backtrap de Brian Joines et Jake Elphick
- Verse t.1 de Sam Beck
- Verse t.2 de Sam Beck

### Héritages
- Young Romance de Jack Kirby et Joe Simon
- Wimmen's Comix de Trina Robbins, Julie Doucet et collectif
- Cannon de Wallace Wood
- Sky Masters of the space force - intégrale de Jack Kirby, Wallace Wood et Dick Ayers
- Sky Masters of the space force Missions Secrètes - intégrale des sunday strips de Jack Kirby, Wallace Wood et Dick Ayers
- La Ménagerie Insolite de T.S. Sullivant
- Monsieur Tendre de Gégé

### KI-Graphic
- Come Home Indio de Jim Terry
- Love & Rockets intégrale 1 de Jaime Hernandez
- Love & Rockets intégrale 2 de Gilbert Hernandez
- Love & Rockets intégrale 3 de Jaime Hernandez
- Love & Rockets intégrale 4 de Gilbert Hernandez
- The Rough Pearl de Kevin Mutch
- Shop Talk de Will Eisner
- Windows on the World de Robert Mailer Anderson, Zack Anderson et Jon Sacks
- Love & Rockets intégrale 7 de Gilbert Hernandez, Jaime Hernandez

### Titan
- Colder de Paul Tobin et Juan Ferreyra
- Johnny Red The Hurricane de Garth Ennis et Keith Burns
- Les Chroniques de Wormwood de Garth Ennis, Jacen Burrows et Phil Jimenez
- Battlefields - Femmes en guerre de Garth Ennis, Russ Braun et Peter Snejbjerg
- Battlefields - Hommes en guerre de Garth Ennis, Carlos Ezquerra et PJ Holden

### Kids
- En Vie de Nicoby et Joub
- Saudade de Phellip Willian et Melissa Garabeli
- Hokus Pokus t.1 - La Petite Sorcière de Fabian Göranson

### Hors collection
- Les Contes du Givre de Josselin Billard
- Les Contes du Givre t.2 Ode Materia de Josselin Billard
- Les Contes du Givre t.3 Kha Orchestra de Josselin Billard
- Starseeds t.1 de Charles Glaubitz
- Comics Novel - Sang d'encre de Phil Cordier et Thierry Martin
- Girrion t.1 de Tom Lintern
- Starseeds t.2 de Charles Glaubitz.
- L'Enfant démon de Corbeyran et Aurélien Morinière
- Setsujoku t.1 de Vik et Black
- Setsujoku t.2 de Vik et Black
- La Cagoule et le Pisse-Copie t.1 de Tony Emeriau et Boris Beuzelin

Stand Komics Initiative

- Stigma T.1  de SûriaStand Komics Initiative

## Prix littéraires

### Prix remportés
- SOBD 2022 : Shop Tallk de Will Eisner[8],[9]

- Prix Comic 2023 : Kodi de Jared Cullum.

### Sélection
- Prix Fauve Polar SNCF Voyageurs FIBD 2025 : sélection de Good Asian de Pornsak Pichetshote et Alexandre Tefenkgi.
- Prix BD Fnac / France Inter 2024 : sélection de L'Orfèvre d'Aurélien Lozes.
- Prix Clouzot 2024 : sélection de Carton Blême, l'adaptation du roman de Pierre Siniac par Jean-Hugues Oppel et Boris Beuzelin.
- Prix Chronos Bulles 2024 : sélection de Better Place de Duane Murray et Shawn Daley.
- Prix Intercommunal 2024 : remporté par Better Place de Duane Murray et Shawn Daley.
- Prix Gribouillis 2023 : sélection classique pour Love & Rockets tome 2 de Gilbert Herandez[10]
- FIBD 2023 : sélection Patrimoine pour Love & Rockets Tome 1 & 2 de Jaime et Gilbert Hernandez[11]
- MAYA 2023 : sélection Bande dessinée pour Marney le Renard de John Stokes et Scott Goodall[12]
- FIBD 2022 : sélection Patrimoine pour Sky Masters of the Space Force tomes 1 & 2 de Jack Kirby et Wallace Wood[13]
- FIBD 2022 : sélection Officielle pour La nuit trafiquée - Fox Boy Tome 3 de Laurent Lefeuvre[14]
- ACBD 2021 : sélection Jeunesse pour Kodi de Jared Cullum[15]